# Das Geheimnis der Sahara
Das Geheimnis der Sahara, eine sechsteilige Abenteuerserie aus dem Jahr 1987, entstand als Gemeinschaftsproduktion von Italien, Frankreich, Spanien, Deutschland und den USA. Die Erstausstrahlung in Deutschland erfolgte im Januar 1989 durch das ZDF.

## Handlung
Im Hoggar-Gebirge der Sahara liegt der sagenumwobene Sprechende Berg. Dieser verbirgt ein jahrtausendealtes Geheimnis, welches von der Wüstenherrscherin Anthea und ihren roten Reitern gehütet wird. Niemand darf das Geheimnis ergründen, wer es dennoch versucht, ist des Todes. Der amerikanische Geologe Desmond Jordan lässt sich jedoch nicht abschrecken und macht sich auf die Suche nach dem „sprechenden Berg“. Auf seiner Suche trifft er auf den Kriegsverbrecher Lieutenant Ryker, welchen er vor Jahren selbst zur Strecke gebracht hat. Ryker nimmt Jordan gefangen und will sich an ihm rächen. Auch der Kalif von Timbuktu interessiert sich für das Geheimnis des Berges. Er wittert einen sagenhaften Schatz und schickt seine Armee, um diesen zu finden. Doch Anthea und ihr Volk wissen sich mit mystischen Kräften zu wehren.

## Episoden
1. Aufbruch zum sprechenden Berg
2. Anthea und die roten Reiter
3. Das Geheimnis und die toten Augen
4. Der Kalif von Timbuktu
5. Tod in der Oase
6. Der Sieg des Lichts

## Kritik
„Abenteuerfilm, entstanden als multinationale Fernsehproduktion, die für eine Kinofassung zusammengeschnitten wurde. Er bemüht gängige Klischees und orientiert sich stark an den Normen des Hollywood-Films, ohne eigenes Profil zu gewinnen.“